# Klooster van de Liefdezusters van het Kostbaar Bloed

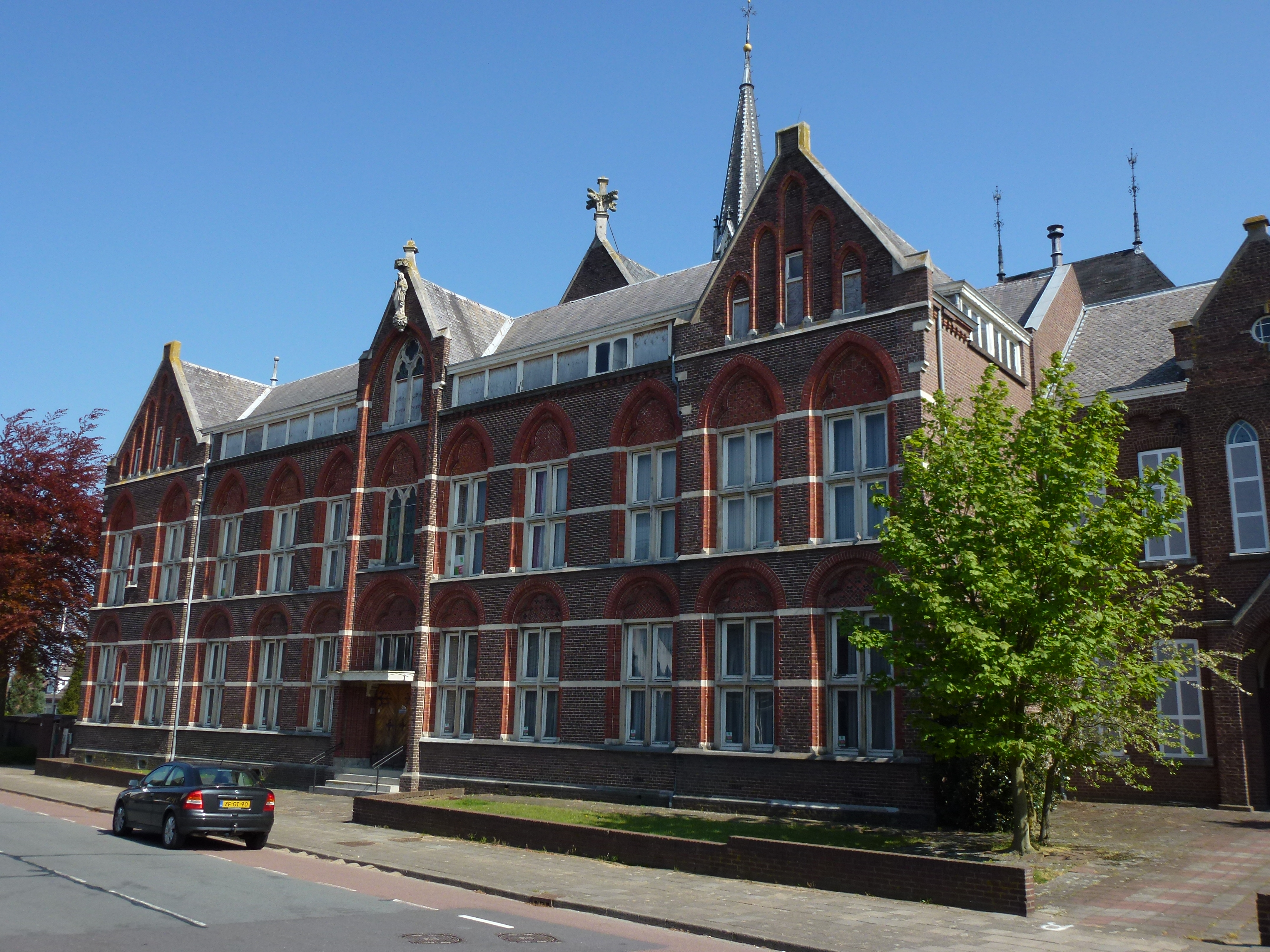
Klooster

Het Klooster van de Liefdezusters van het Kostbaar Bloed is een voormalig klooster te Koningsbosch, gelegen aan Kerkstraat 119. Het werd bewoond door de Liefdezusters van het Kostbaar Bloed die uit Sittard afkomstig waren.

## Geschiedenis
Het klooster kent een bouwgeschiedenis van 1874-1912. In 1874 werd een H-vormig pand gerealiseerd naar ontwerp van Johannes Kayser en in 1876 werd een kapel toegevoegd. Het hoofdgebouw in het noorden van het complex kwam in 1896 tot stand en werd gebouwd in neorenaissancestijl. De huidige kapel werd einde 19e eeuw gebouwd en ook kwam er aan de zuidkant een nieuw entreegebouw in neogotische stijl. In 1912 werd de oostvleugel uitgebreid.
Het betreft een rechthoekig complex, gegroepeerd om een binnenplaats.
De zusters bestuurden een school en een bijbehorend internaat.
In 1995 vertrokken de zusters en daarmee ging een deel van de inventaris verloren. Het klooster heeft daarna jarenlang leeggestaan, was eigendom van een woningcorporatie, en werd in 2015 verkocht aan een Nijmeegse woningcorporatie die er appartementen in gaat bouwen.
Niet alleen de kloostergebouwen, maar ook de tuin, de tuinmuur en de Lourdesgrot van 1905 werden geklasseerd als Rijksmonument.